# Élections américaines de la Chambre des représentants de 1930
En 1930, les élections à la Chambre des représentants des États-Unis ont eu lieu le 4 novembre pour renouveler l'ensemble des 435 sièges de cette chambre.
Ces élections se déroulent en même temps que des élections gouvernatoriales et des élections sénatoriales, lors des élections de mi-mandat du président Herbert Hoover, élu en 1928.
Ce scrutin fut marqué par la Grande dépression, qui frappait le pays depuis le krach de 1929, mais également par l'impopularité du président Hoover, qui était perçu comme faisant peu pour remédier à cette crise, et du parti républicain, perçu comme étant responsable de cette crise. Ce sentiment était accru par l'adoption par le Congrès républicain de la loi Hawley-Smoot, qui augmentait fortement les droits de douane à l'importation de plus de 20 000 types de biens. Les démocrates s'opposaient vigoureusement à cette loi, qu'ils estimaient préjudiciable à l'économie américaine. 
Après la fermeture des bureaux de vote, les républicains, bien qu'ayant perdu 52 sièges par rapport à 1928 au profit des démocrates, conservaient la majorité à la Chambre, mais d'un unique siège seulement, détenant 218 sièges contre 216 aux démocrates et un seul au Farmer-Labor Party. 
Néanmoins, au cours des treize mois séparant l'élection de la Chambre des représentants et l'élection du président de la Chambre des représentants, 14 représentants élus moururent, ce qui entraîna l'organisation d'élections partielles dans les 14 districts ayant perdu leur représentant. À l'issue de ces élections partielles, les démocrates parvinrent à inverser le rapport de forces à la Chambre, réussissant à faire passer leur nombre de sièges à 219 sièges contre 212 aux républicains et toujours un seul au Farmer-Labor Party. Devenus ainsi majoritaires, les démocrates élisent John Nance Garner, représentant du Texas, au poste de président de la Chambre des représentants des États-Unis le 7 décembre 1931. 
Ce scrutin marque ainsi le début d'une période de domination démocrate à la Chambre des représentants étant donné que durant les 64 années qui suivirent, les républicains ne gagneront seulement qu'à deux reprises les élections à la Chambre des représentants, en 1946 et en 1952. Cette période prendra fin avec les élections américaines de la Chambre des représentants de 1994, qui virent les républicains remporter des gains de sièges historiques dans les deux chambres du Congrès, au cours de ce que l'on a appelé la Révolution républicaine.